# Гурьянова, Яна Анатольевна
Я́на Анато́льевна Гурья́нова (род. 21 октября 1987, Казань, Татарская Автономная ССР, СССР) — российская актриса театра и кино.

## Биография
Родилась 21 октября 1987 года в Казани.
С шести лет занималась в балетной студии, потом училась в музыкальной школе по классу гитары и мечтала стать балериной или музыкантом. После окончания школы поступила в Казанское театральное училище, но проучившись там два года, решила продолжить обучение в московской академии РАТИ-ГИТИС (мастерская О.Кудряшова).
Театральную карьеру начала, сыграв с однокурсницами по ГИТИСу в спектакле «Бабушки».
В кино дебютировала в 2010 году, снявшись в сериале «Гаражи». 
В 2013 году Яну пригласили в ситком «Интерны» на роль Полины Ульяновой вместо ушедшей из проекта Кристины Асмус (Варвара Черноус). К съёмкам в сериале приступила, будучи беременной.

## Личная жизнь
Муж Александр, финансист. В 2013 году родила дочь Александру.

## Творческая деятельность

### Театральные работы
- «Золушка», 2014 г.[7]
- «Бабушки» — Ульяна Широкая, 2011 г.[8]
- «Печальная история одной пары. Истории, подслушанные в чужом iPod»[9]
- «История мамонта» — Люся Митрофанова, музыкант[10]
- «Униженные и оскорблённые» — Федосья Титишина
- «Малые святцы»
- «Дикарка» — Варя
- «Гоголь. Фантазии» («Записки сумасшедшего») — Софи
- «Пушкинский вечер» («Руслан и Людмила») — Людмила
- «Свадьба Фигаро» — Керубино
- «Буря» — Миранда

### Фильмография
- 2010 — Гаражи (9 серия) — Светлана (нет в титрах)
- 2010 — О чём говорят мужчины — эпизод
- 2011 — Бездельники — девушка с афишами
- 2011 — Моя безумная семья! — Маша
- 2011 — О чём ещё говорят мужчины — продавщица
- 2012 — Подстава — Георгина
- 2012 — ЧС (Чрезвычайная ситуация) — подружка Ильи Ароновича (9 серия)
- 2013—2016 — Интерны — Полина Ульянова, интерн
- 2013 — Солдаты. Снова в строю — Настя, подруга Макаренкова
- 2013 — Восьмёрка
- 2015 — Папа на вырост — Ксения, подруга Славы
- 2015 — Маргарита Назарова — Маргарита Назарова в молодости
- 2017 — Доминика — Доминика в 29 лет
- 2017 — Солнечный круг — Анжелика
- 2018 — Впереди день — Маша Терентьева, дочь Лены, врач
- 2018 — Как выйти замуж. Инструкция — Полина Борисова, журналистка
- 2018 — Коп — Кристина Семашко
- 2018 — Место! — Юля
- 2018 — Обратная сторона любви — Наталья Лебедева
- 2018 — Сила обстоятельств — Женя Новикова, няня
- 2019 — Дорога домой — Марина, подруга Лены (нет в титрах)
- 2019 — Московский романс — Надя, квартирантка
- 2019 — Охотница — Маша, помощница Полины, хакер
- 2020 — Чужая сестра — Дуня Голикова, внебрачная дочь Михаила
- 2024 — Бансу (в производстве) — Богдановна